# Johann Anton Steinegger
Johann Anton Steinegger (* 3. November 1811 in Altendorf; † 17. Mai 1867 ebenda) war ein Schweizer Politiker und Bankier. Von 1848 bis 1854 gehörte er dem Nationalrat an, von 1858 bis zu seinem Tod dem Ständerat.

## Biografie
Der Sohn eines Ratsherrn und Richters schlug eine Laufbahn als Bankier ein. Als Zinseinzüger war er an verschiedenen Kapitalgeschäften beteiligt, später war er Teilhaber der Finanzfirma Diethelm, Steinegger & Co. Im Jahr 1841 gehörte Steinegger zu den Mitbegründern der Sparkasse der March, des ersten privatwirtschaftlichen Kreditinstitutes im Bezirk March des Kantons Schwyz. Von 1832 bis 1835 amtierte er als Landschreiber des Bezirks, von 1834 bis 1848 als Bezirksrat und Gemeinderat von Altendorf (ab 1846 als Gemeindepräsident).
1838 eskalierte innerhalb der Oberallmeindkorporation ein Nutzungsstreit zwischen Kleinvieh- und Grossviehbesitzern («Klauenmänner» bzw. «Hornmänner»). Trotz seiner katholisch-konservativen Grundhaltung zeigte Steinegger grosses Engagement für die Anliegen der fortschrittlich gesinnten Klauenpartei. Die Landsgemeinde am 6. Mai in Rothenthurm artete in eine derart wüste Massenschlägerei aus, dass die Tagsatzung schlichtend eingreifen musste. Bei der Wiederholung der Landsgemeinde setzte sich im «Hörner- und Klauenstreit» die Hornpartei durch. Aufgrund seiner Parteinahme dauerte es neun Jahre, bis Steinegger in der kantonalen Politik Fuss fassen konnte (1847 Wahl in den Kantonsrat).
1848 war Steinegger Abgesandter des Kantons Schwyz an die Tagsatzung. Im selben Jahr wurde er in den Regierungsrat gewählt, dem er bis 1860 und erneut von 1862 bis zu seinem Tod angehörte; in den Jahren 1864 bis 1866 war er Landammann. Steinegger kandidierte im Oktober 1848 mit Erfolg bei den ersten Parlamentswahlen. 1854 wurde er als Nationalrat abgewählt. Der Grosse Rat wählte ihn 1858 zu einem der beiden Schwyzer Vertreter im Ständerat, dem er neun Jahre lang angehörte.